# Ліцей № 30 «Олімп» імені Н. М. Шевченко (Кременчук)
Кременчуцький ліцей № 30 "Олімп" імені Н.М.Шевченко   —     ліцей № 30, розташований у Кременчуці. Спеціалізований ліцей іноземної та української філології, історичних та математичних профілів. Заклад освіти, що забезпечує реалізацію права громадян на здобуття повної загальної середньої освіти

## Історія

Меморіальна дошка Н. М. Шевченко — директору ліцея з 1983 по 2006 роки

Ліцей № 30 була введено в дію 30 серпня 1983 року за активного сприяння Кременчуцького автомобільного заводу. Колектив ліцею очолила Н. М. Шевченко. За її ініціативи, при підтримці місцевої влади, промислових підприємств ліцей вз
в
1986 року учні 10-11 класи почали вивчати курс інформатики, а з 1995 року — цей предмет було поширено на всіх учнів.
У 1989 році школу нагороджено «Знаком Пошани» ВДНГ та включено до міжнародного проекту «Пілотні навчальні заклади"

### Директори ліцею
- Шевченко Ніна Миколаївна (1983—2006)
- Шиян Ольга Миколаївна (2008 — наш час)

## Керівництво
- Директор ліцею: Шиян Ольга Миколаївна — учитель історії, учитель вищої категорії, «Відмінник освіти України», депутат Кременчуцької міської ради, голова постійної депутатської комісії з питань освіти, культури, молоді, фізкультури та спорту, засобів масової інформації, член ради директорів при Кабінеті Міністрів України.
- Заступник директора з навчально-виховної роботи: Шохирева Лариса Станіславівна — учитель математики, учитель вищої категорії, «Учитель-методист».
- Заступник директора з навчально-виховної роботи: Карпенко Світлана Іванівна — учитель біології, учитель вищої категорії, «Учитель-методист».
- Заступник директора з виховної роботи: Сухно Ольга Володимирівна — учитель іноземної мови, учитель вищої категорії, «Старший учитель», «Відмінник освіти України».
- Заступник директора з навчально-виховної роботи: Цюпка Юлія Григорівна — учитель початкових класів, учитель вищої категорії, «Учитель-методист».

## Педагогічний колектив
У ліцеї працює 73 вчителі:
- Заслужений учитель України — 1
- Учитель-методист — 4
- Відмінник освіти України — 7
- Старший учитель — 23
- Спеціаліст вищої категорії — 34
- Учнівський склад — 1100 осіб

## Сьогодення ліцею
У ліцеї проводиться навчання за такими профілями:
- технологічний профіль навчання;
- пропедевтичний курс — вивчення інформатики в 2-6 кл.;
- допрофільне навчання — 7-9 кл.;
- профільне навчання — 10-11 кл.;
- базовий навчальний заклад з вивчення програми «Intel» — навчання для майбутнього";
- учнівське наукове товариство «Еврика»;
- дитяче творче об'єднання «Ліцейне містечко»;
- музей історії ліцею;
- діє низка гуртків та секцій.

## Самоврядування
У ліцеї існує Кодекс школярів «Допоможи собі сам», який базується на тому, що кожен має стати творцем своєї долі.